# بزيقيا
بَزِيْقِيا:بالفتح ثم الكسر وياء ساكنة وكسر القاف وياء وألف، قرية قرب حلة بني مزيد، من أعمال الكوفة. وهي محطة من محطات الطريق بين بغداد و الكوفة. وانها تقع بين كوثى و قرية صورا، وتبعد عن جسر كوثى ستة أميال، ومن كوثى إلى قصر ابن هبيرة خمسة فراسخ. وعند بزيقيا يقع دير الخصيب وهو حصن. وكانت بزيقيا صحراء، كما ذكر البلاذري عن الشاعر أبي دلامة عندما أنشد الخليفة المنصور قوله:
فقال الخليفة لعبد الملك بن حميد : أقطعه ألف جريب (الجريب:هو وحدة قياس المساحة، ويساوي مائة واربع وأربعون ذراعاً بالمساحة)، نصفه عامر ونصفه غامر. فقال: بأبي أنت وما الغامر؟. قال: الذي لا يناله الماء إلا بالكلفة والنفقة.
قال أبو دلامة : فاني قد أقطعت عبد الملك بن حميد بادية بني أسد وصحراء بزيقيا وصحراء أنقف.فضحك المنصو وامر ان تجعل الألف جريب عامرة كلها. وكانت بزيقيا في العهد العثماني محطة على طريق القوافل الخارجة من الكوفة نحو مكة والمدينة المنورة، وكان يمر بها ركب الحج العراقي بعد مروره بكوثى، والذي كان يعرف بطريق الحج العراقي. وموضع بزيقيا اليوم جغرافياً يقع قريباً من مدينة الإسكندرية، والتابعة إداريا إلى محافظة بابل.